# Palacio de San Calixto

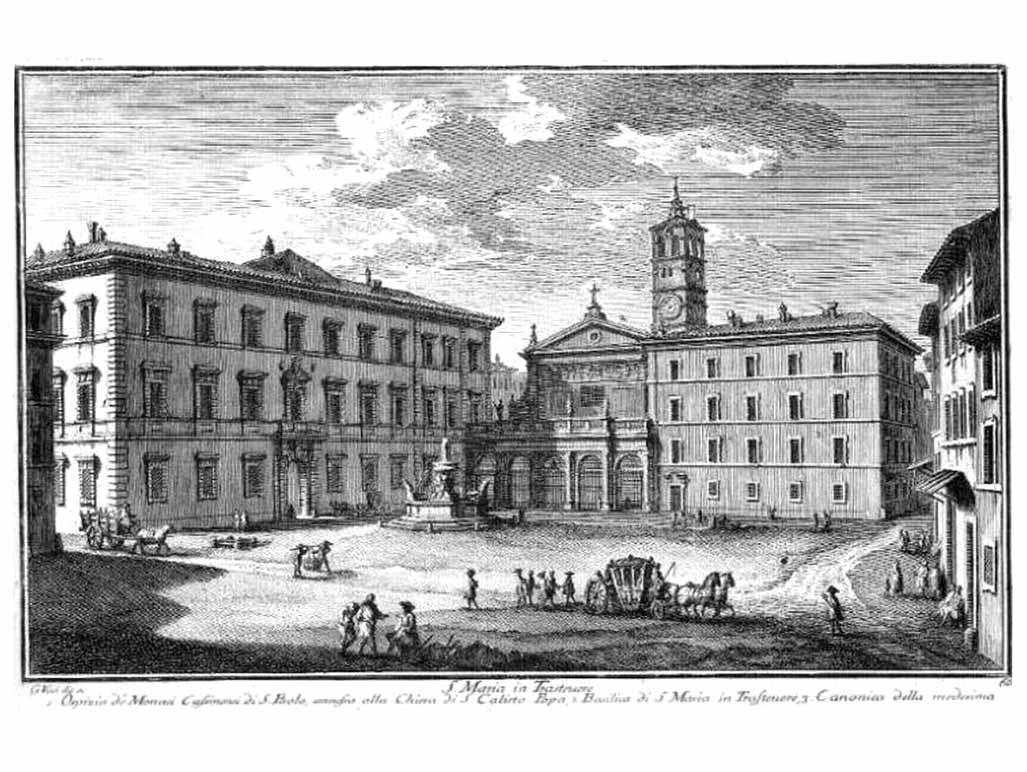
El Palacio San Calixto al lado izquierdo de Santa María en Trastevere, el grabado de Giuseppe Vasi, a mediados del.

El Palacio de San Calixto es un pequeño palacio en Roma y una de las propiedades extraterritoriales de la Santa Sede. El Palacio se encuentra en la Piazza di San Calisto, una de las áreas de la Santa Sede regulada por el Tratado de Letrán firmado en 1929 con el Reino de Italia. Como tal, tiene estatuto de extraterritorialidad.
El Palacio San Calixto fue nombrado en honor del Papa Calixto I y es ahora el hogar de:
- El Consejo Pontificio Cor Unum
- El Consejo Pontificio para la Familia
- El Servicio de Renovación Carismática Internacional Católica.[2]
- El Consejo Pontificio para los Laicos

En 1990, el Palacio fue declarado Patrimonio de la Humanidad de la Unesco con el número de identificación 91-005.